# Reserva da Vida Selvagem de Sungai Dusun
Reserva da Vida Selvagem de Sungai Dusun é uma área protegida localizada na província de Selangor, Malásia. Possui 4.330 hectares. Foi fundada em 1964. Na reserva funcionava um Centro de Conservação do Rinoceronte-de-sumatra, entretanto, um surto de surra em 2004, dizimou a população de 5 animais que eram mantidos no centro.